# Glory (livro)
Glory (Russo: Подвиг) é um romance russo escrito por Vladimir Nabokov entre 1930 e 1932 e primeiro publicado em Paris.
O romance tem sido visto por alguns críticos como um tipo de ficcional dress-run-through da famosa memória do autor Fala, Memória. Seu herói suíço-russo, Martin Edelweiss, divide um número de experiências e sensações com seu criador: goal-tending na Universidade de Cambridge, lareiras de Cambridge, tempo da manhã inglesa, uma paixão por viagem em trilho. É, entretanto, a história da fuga de uma família emigrante da Rússia, a educação de um jovem homem na Inglaterra, e seu (talvez) desastroso retorno para a nação de seu nascimento—a "façanha" do título russo do romance.

## Tradução
O texto foi traduzido pelo filho do autor, Dmitri Nabokov, com revisões pelo autor, e publicado em inglês em 1971. O título russo, Podvig, também traduz como "façanha" ou "exploração". O título de trabalho era Romanticheskiy vek (tempos românticos), como Nabokov indica em seu prefácio. Ele passa para caracterizar Martin como o "mais amável, mais brilhante, e mais tocante de todos meus jovens homens", cujo objetivo é plenitude. Nabokov remarca que ele tem dado a Martin nem talento nem criatividade artística.

## Enredo
Martin Edelweiss cresce na pré-revolucionária São Petersburgo. Seu avô Edelweiss tem vindo para Rússia da Suíça, e foi empregado como um tutor, eventualmente casando seu mais jovem pupilo. A imagem da aquarela de uma densa floresta com um sinuoso caminho paira sob a manjedoura de Martin e torna-se um principal motivo em sua vida. Durante a educação de Martin, seus pais se divorciam . Seu pai, quem ele não amou muito, logo morre. Com a revolução, sua mãe, Sofia, leva Martin primeiro para a Crimeia, então fora da Rússia.
No navio para Atenas, Martin é encantado por e tem seu primeiro romance com a linda, mais velha poetisa Alla, que é casada. Após Atenas, Martin e sua mãe encontram refúgio na Suíça com seu tio Henry Edelweiss, que irá eventualmente tornar-se padrasto de Martin.
Martin vai para estudar em Cambridge e, no caminho, permanece com a família Zilanov em Londres; ele é atraído para sua filha de 16 anos, Sonia. Em Cambridge, ele desfruta as amplas ofertas acadêmicas da universidade e toma algum tempo para escolher um campo. Ele é fascinado por Archibald Moon, que ensina literatura russa. Ele conhece Darwin, um colega estudante da Inglaterra, que tem um talento literário e história como um herói de guerra. Darwin também se torna interessado em Sonia, mas ela rejeita sua proposta de casamento. Martin tem um rápido breve caso com uma garçonete nomeada Rose, que chantageia Martin por falsificando uma gravidez, até Darwin revelar sua artimanha e pagar ela. Apenas antes do fim de seus dias em Cambridge, Darwin e Martin engajam em uma luta de boxe.
Martin não se assenta após Cambridge, para o desespero de seu tio e padrasto, Henry. Ele segue os Zilanovs para Berlim e conhece o escritor Bubnov. Durante este período, Martin e Sonia imaginam Zoorland, um nortenho país defendendo absoluta igualdade. Sonia empurra Martin fora, fazendo ele sentir alienado entre o grupo de amigos que ele tem em Berlim. Ele toma uma viagem de trem para o sul da França. Em alguma distância ele vê algumas luzes na distância de noite, imitando um episódio em sua infância. Martin vai fora do trem e encontra a vila de Molignac. Ele permanece lá e trabalha por um tempo, identificando ele mesmo alternativamente como suíço, alemão, e inglês, mas nunca russo. Obtendo outra negativa carta de Sonia, ele retorna para Suíça. Pegando uma publicação emigrante, Martin percebe que Bubnov tem publicado uma história chamada Zoorland—uma traição por Sonia, que tem se tornado amante de Bubnov.
Nas montanhas suíças, ele desafia a si mesmo para conquistar um penhasco, ostensivamente como uma forma de treinar para suas futuras explorações. Isso torna claro que Martin tem estado planejando em deslizar sob a fronteira para Rússia Soviética. Ele conhece Gruzinov, um renomado especialista em espionagem, que sabe como para secretamente entrar na União Soviética. Gruzinov dá para ele informação, mas Martin duvida que Gruzinov está tomando ele seriamente e dá para ele confiável informação.
Preparando para sua expedição, Martin diz suas despedidas, primeiro na Suíça, então volta em Berlim, onde ele encontra Sonia, então Bubnov, e então Darwin, que agora trabalha como um jornalista. Ele conta para Darwin os básicos de seu plano e alista sua assistência, dando para ele uma série de quatro cartões postais para enviar para sua mãe na Suíça para que ela não suspeite. Darwin não acredita que ele está sério. Martin toma o trem para Riga, planejando para cruzar de lá para a União Soviética. Após duas semanas, Darwin fica nervoso e segue seu amigo para Riga. Entretanto, Martin está em lugar nenhum para ser encontrado: ele parece para ter desaparecido. Darwin leva suas preocupações para os Zilanovs, e então viaja para Suíça para informar a mãe de Martin do desaparecimento de seu filho. O romance termina com o paradeiro de Martin desconhecido e Darwin se aproximando da casa dos Edelweisses na Suíça para entregar as problemáticas notícias.

## Resposta crítica
Glory foi, como o escritor e crítico John Updike observou em uma revisão de 1972 do New Yorker, o quinto romance em língua russa do autor mas seu último para ser traduzido em inglês. "Em seu resíduo de êxtase experimentado", Updike escreve, "e em sua carga de êxtase veiculado, 'Glory' mede acima como, embora o último para chegar, longe do último destes romances russos de homem feliz". Em seu livro de não-ficção U & I, o escritor Nicholson Baker classifica Glória como entre suas favoritas obras russas de Nabokov.